# Dorothy Bernstein
Dorothy Bernstein   (Chicago, 11 d'abril de 1914 - Providence, 5 de febrer de 1988) va ser una matemàtica estatunidenca.

## Vida i Obra
Bernstein va ser la filla gran dels cinc fills que van tenir els seus pares, una parella d'immigrants russos sense cap educació formal; tots els cinc fills es van doctorar. Després d'estudiar a les escoles públiques de Milwaukee, va estudiar a la universitat de Wisconsin en la qual es va graduar el 1934. A continuació va estar un curs d'assistent a la pròpia universitat i el 1935 va obtenir una beca per fer el doctorat a la universitat de Brown on el va obtenir el 1939 defensant una tesi dirigida per Jacob Tamarkin. Al mateix temps va estar donant classes al Mount Holyoke College fins al 1940, quan va retornar a Wisconsin. El 1943 va ser nomenada professora de la universitat de Rochester en la qual va romandre fins al 1959, excepte el curs 1950-51 quan es va prendre un any sabàtic a l'Institut d'Estudis Avançats de Princeton. A partir de 1959 i fins a la seva jubilació el 1982 va ser professora i cap del departament de matemàtiques del Goucher College a Maryland.
Sempre va ser víctima d'una doble segregació: el 1937 ja li va dir Ronald Richardson, degà de Brown, que no podria trobar feina a l'oest del riu Mississipi perquè era dona i que no podria trobar feina al sud del riu Ohio perquè era jueva. Tot i així, va arribar a ser la primera dona en ser escollida presidenta de la Mathematical Association of America en el bienni 1979-1980.
Bernstein va publicar cinc articles de recerca sobre anàlisi matemàtica entre 1941 i 1979, però la seva obra més interessant és una monografia de 1950 sobre els teoremes d'existència en les equacions diferencials parcials.